# Mariana Efstratiou
Mariana Efstratiou (griechisch Μαριάννα Ευστρατίου, * 1962 in Athen) ist eine griechische Sängerin.

## Leben und Wirken
Erste Bekanntheit in Griechenland erhielt sie als Backgroundsängerin bei Big Alice. Schon 1987 war sie beim Eurovision Song Contest mit dabei: Sie begleitete als Backgroundsängerin die griechische Gruppe Bang. Zwei Jahre später wurde sie dann selbst ausgewählt: Sie vertrat ihr Land beim Eurovision Song Contest 1989 in Lausanne mit dem Schlager To thiko sou asteri und erreichte Platz 9.
1996 wurde sie erneut ausgewählt und durfte daher beim Eurovision Song Contest 1996 in Oslo antreten. Mit ihrem folkloristisch angehauchten Popsong Emis forame to heimona anoixiatika musste sie sich aber mit Platz 14 zufriedengeben.